# ونر (واشینگتن)
ونر، واشینگتن (به انگلیسی: Venner, Washington) یک منطقهٔ مسکونی در ایالات متحده آمریکا است که در شهرستان یاکیما، واشینگتن واقع شده‌است.

## خصوصیات
ونر ۲۵۴ متر بالاتر از سطح دریا واقع شده‌است.